# 大船渡郵便局
大船渡郵便局（おおふなとゆうびんきょく）は、岩手県大船渡市にある郵便局である。民営化前の分類では集配普通郵便局であった。局番号は83130。

## 概要
住所：〒022-8799 岩手県大船渡市盛町内ノ目11-19

## 沿革
- 1906年（明治39年）3月23日 - 大船渡郵便局（三等）として開局[1]。
- 1952年（昭和27年）2月1日 - 電気通信業務を、新設の大船渡電報電話局に移管[2]。
- 1956年（昭和31年）9月1日 - 電話通話および和文電報受付事務の取扱を開始。
- 1960年（昭和35年）11月1日 - 特定郵便局から普通郵便局に局種別変更[3]。
- 1985年（昭和60年）11月5日 - 大船渡市大船渡町から、同市盛町に局舎を新築、移転。
- 1998年（平成10年）9月1日 - 外国通貨の両替および旅行小切手の売買に関する業務取扱を開始。
- 2006年（平成18年）10月2日 - 綾里郵便局および三陸郵便局より集配事務を移管[4]。
- 2007年（平成19年）10月1日 - 民営化に伴い、併設された郵便事業大船渡支店に一部業務を移管。
- 2012年（平成24年）10月1日 - 日本郵便株式会社の発足に伴い、郵便事業大船渡支店を大船渡郵便局に統合。

## 取扱内容
- 郵便、印紙、ゆうパック、内容証明
- 貯金、為替、振替、振込、国際送金、国債、投資信託
- 生命保険、バイク自賠責保険、自動車保険
- ゆうちょ銀行ATM
- 大船渡市内（〒022-xxxx）の集配業務
- ゆうゆう窓口

## 周辺
- 大船渡市役所
- 大船渡警察署
- 三陸中部森林管理署
- 国道45号

## アクセス
- JR大船渡線BRT、三陸鉄道リアス線 盛駅より徒歩約9分
- JR大船渡線BRT 田茂山駅より徒歩約4分
- 岩手県交通バス 「大船渡市役所前」停留所下車
- 三陸縦貫自動車道（大船渡三陸道路） 大船渡ICから南へ約2.5km
- 駐車場あり：16台